# Astichus masahiroi
Astichus masahiroi är en stekelart som beskrevs av Tachikawa 1987. Astichus masahiroi ingår i släktet Astichus och familjen finglanssteklar.
Artens utbredningsområde är Filippinerna. Inga underarter finns listade.